# Тип 80 (пулемёт)
Тип 80 — единый пулемёт, производимый компанией Norinco в Китайской Народной Республике. Нелицензионная копия советского пулемёта Калашникова.

## История
Основой для разработки послужил пулемёт Калашникова (ПКМ). Модель была одобрена и пулемёт поступил на вооружение НОАК в 1980-х годах в 1983 году. Сначала предполагалось, что Тип 80 сменит ранее разрабатываемый в КНР Тип 67, хорошо зарекомендовавший себя на полигоне военного округа в Чэнду. Однако затем разработки были свёрнуты, а на вооружении остался только Тип 67 GPMG. Несколько образцов Тип 80 были опробованы в китайских ВМФ, затем они прошли модернизацию, и сухопутные войска получили модификацию Тип 86, которая была поставлена на вооружение НОАК.

## Конструкция
Тип 80 создан под патрон 7,62×54 мм R, предусмотрен отвод пороховых газов. Охлаждение — воздушное, подача патронов — ленточная, автоматическая. Подача осуществляется из коробок объёмом до 100 патронов (лёгкий вариант), 200 и 250 для тяжёлого варианта (крепление). Оборудован механическим прицелом, однако дополнительно комплектуется оптическим прицелом и приборами ночного видения. Экспортный вариант CS/LM4 (CF06) создан в 2007 году под калибр НАТО 7,62×51 мм.

## Варианты
- Тип 80;
- Тип 86;
- CS/LM4 (или CF06) — экспортный вариант под патрон 7,62×51 мм НАТО[4].

## Производство
- КНР — производится компанией Norinco[1][3];
- Иран — лицензионное производство на Defense Industries Organization[5];
- Судан — производится компанией Military Industry Corporation под наименованием Mokhtar[6].

## Использование
- Бангладеш — в общевойсковых соединениях Армии Бангладеш и Президентской охране[3].
- Камбоджа — в войсках Королевской Камбоджийской Армии.
- Шри-Ланка — в войсках армии Шри-Ланки. Около 200 пулемётов Тип 80 были поставлены компанией «Норинко» по результатам соглашения о сотрудничестве между военными ведомствами двух стран[7].